# Bulbophyllum heteroblepharon
Bulbophyllum heteroblepharon là một loài phong lan thuộc chi Bulbophyllum.